# Innellan
Innellan est un village dans l’Argyll and Bute, en Écosse. Il se trouve sur la rive ouest du Firth of Clyde.